# Приаргунская ТЭЦ
Приаргу́нская ТЭЦ — предприятие тепловой электростанции в посёлке Приаргунск Приаргунского муниципального округа Забайкальского края России.
Установленная электрическая мощность тепловой станции — 24 МВт, тепловая мощность — 110 Гкал/ч. на ТЭЦ три котла, две турбины, водозабор. Основные потребители: жилые дома, соцобъекты и предприятия поселка Приаргунск. Входит в ПАО «ТГК-14».

## История
1 октября 1961 г. Приаргунская ТЭЦ была введена в эксплуатацию.
В 1986 году был запущен турбоагрегат ПТ-12-35/10М производства Калужский турбинный завод (ОАО "Силовые машины) взамен ранее установленного турбоагрегата № 1.
В 1994 году такая вторая турбина ПТ-12-35/10М была установлена на Приаргунской ТЭЦ.
С 2004 года ТЭЦ входит в ПАО «ТГК-14».
В 2020 году ПАО «ТГК-14» выставило Приаргунскую ТЭЦ вместе с Шерловогорской ТЭЦ на торги за начальную цену в 288 млн.руб. Торги были признаны несостоявшимися.